# Zale discisignata
Zale discisignata là một loài bướm đêm trong họ Erebidae.